# Traducción jurídica
La traducción legal o traducción jurídica es la traducción de textos en el campo de ley. Como la ley es un campo dependiente de la cultura, el trabajo de la traducción jurídica y sus productos no son fáciles de definir lingüísticamente. Por regla general, solo los traductores profesionales especializados en traducción jurídica traducen documentos legales. De otra manera, una mala traducción de un apartado de un contrato, por ejemplo, podría dar lugar a demandas judiciales y pérdida de dinero. La traducción jurídica se practica también para certificados de verificación, declaraciones de testigos, fideicomisos, testamentos, actas de constitución de una sociedad, documentos de litigio, documentos de inmigración, etiquetas y en algunos casos implica la asistencia a un tribunal del traductor.

## Proceso
Para traducir un texto del campo del derecho, el traductor debe considerar sobre todo ciertos aspectos. El sistema legal del texto de partida se estructura de manera que se adapte a la cultura y esto se ve reflejado en el lenguaje jurídico. Del mismo modo, el texto de llegada se redacta para los lectores familiarizados con el otro sistema legal (que corresponde a la jurisdicción asociada con el texto de destino) y su idioma. La mayoría de las formas de escritura legal, y los contratos, en particular, tratan de establecer claramente los derechos y deberes de las personas. Es imprescindible asegurar la correspondencia precisa de estos derechos y deberes en el texto original y en la traducción. 

## Contexto de la traducción jurídica
Desde un punto de vista, la ley es un campo donde los textos, por definición, no se pueden traducir, ya que cada sistema de leyes es encerrado, sin referirse a otros sistemas. La definición de los hechos, de los actos delictivos y de su graduación puede ser muy diferente en sistemas de ley diferentes. Los diferentes sistemas son de necesidad inconmensurables. Por eso, la traducción jurídica es un ejercicio extremadamente delicado, en el cual pequeñas diferencias entre dos versiones de un contrato, por ejemplo, pueden conducir a interpretaciones incompatibles de los derechos y obligaciones de los firmantes. Por eso, en muchas jurisdicciones, la figura del traductor jurado dispone de certificación oficial y las traducciones jurídicas que no tienen el sello de un traductor jurado carecen de reconocimiento.
De otro lado, sin un adecuado entendimiento internacional, la convivencia pacífica y el comercio entre diferentes países se hacen insostenibles. Por eso, en muchos casos, los acuerdos se redactan para una sola jurisdicción y en una sola lengua. Las demás versiones traducidas son meramente orientativas. En otros casos, como tratados internacionales entre países, las versiones oficiales son multilingües y, a pesar de cierta tendencia hacia la homogeneizan de términos y conceptos, puede haber problemas de interpretación a la hora de intentar resolver disputas.

## Problemas lingüísticos
Aparte de las lagunas terminológicas, las convenciones textuales en el idioma de origen son a menudo dependientes de la cultura y pueden no corresponderse con las convenciones de la cultura de destino. Estructuras lingüísticas que se encuentran a menudo en la lengua de origen pueden no tener una estructura equivalente directa en el idioma de destino. Por ello, el traductor tiene que ser guiado por ciertas normas de equivalencia lingüística, social y cultural entre el lenguaje utilizado en el texto de partida para producir un texto en el idioma de destino. Estas normas corresponden a diferentes principios definidos en la teoría de la traducción. Cada una de las normas establece una cierta prioridad entre los elementos del texto de partida que se conservan en el texto de destino. Por ejemplo, siguiendo el enfoque funcional, los traductores tratan de encontrar estructuras de la lengua de destino con las mismas funciones que las de la lengua de origen. Por lo tanto, valoran más la funcionalidad de un fragmento de texto en el texto de partida que, por ejemplo, los significados de palabras específicas y el orden en el que aparecen.
Existe cierta confusión entre los nombres de algunas de las normas de traducción utilizadas en la práctica jurídica. No son muchos los abogados y los jueces que están familiarizados con la teoría de la traducción, y suelen pedir intérpretes judiciales y traductores para proporcionar una traducción palabra por palabra. A menudo entienden este concepto como requisito de la calidad que ellos desean en el texto de destino. Sin embargo, por lo general una traducción palabra por palabra no suele conservar el mismo sentido, ya que responde a la idea errónea de una persona no experta que considera que una traducción exacta se logra simplemente cuando se colocan las palabras "correctas" de la lengua de destino en lugar de las palabras correspondientes del texto de partida. En realidad, lo que se pretende es disponer de una traducción fiel y fluida del original. Los traductores e intérpretes, sin embargo, normalmente siguen sus propios consejos y escogen las opciones de traducción que consideran más apropiadas en lugar de tratar de educar al personal de la corte.

## Traducción jurada en España
Gran parte de la traducción jurídica en España es traducción jurada, que es la traducción de documentos que requieren de una validez legal que acredite la fidelidad de la traducción, para poder ser presentados ante cualquier organismo público o privado (juzgados, ministerio, consulado o notario). Este tipo de traducciones solo puede ser realizado por un traductor jurado que firma, certifica y sella el documento.